# Латыниха
Латыниха — опустевшая деревня в Кадыйском районе Костромской области. Входит в состав Столпинского сельского поселения.

## География
Находится в юго-восточной части Костромской области на расстоянии приблизительно 43 км на юг-юго-запад по прямой от районного центра поселка Кадый на левом берегу залива реки Желвата в пределах акватории Горьковского водохранилища).

## История
Известна была с 1872 года как деревня с 18 дворами, в 1907 году отмечено здесь было 32 двора.

## Население
Постоянное население составляло 142 человека (1872 год), 130 (1897), 201 (1907), 0 как в 2002 году, так и в 2022.